# 21a etapa del Tour de França de 2016
La 21a etapa del Tour de França de 2016 es disputà el diumenge 24 de juliol de 2016 sobre un recorregut de 113 km entre Chantilly i els Camps Elisis de París.

## Resultats

### Classificació de l'etapa
| \| Classificació de l'etapa \| Classificació de l'etapa \| Classificació de l'etapa \| Classificació de l'etapa \| Classificació de l'etapa \| \| Corredor \| Corredor \| Equip \| Temps \| \| \| ------------------------ \| --------------------------- \| -------------------------- \| ------------------------ \| ------------------------ \| \| 1r \| André Greipel \| Lotto-Soudal \| 2h 43' 08" \| \| \| 2n \| Peter Sagan \| Tinkoff \| + 0" \| \| \| 3r \| Alexander Kristoff \| Katusha \| + 0" \| \| \| 4t \| Edvald Boasson Hagen \| Dimension Data \| + 0" \| \| \| 5è \| Michael Matthews \| Orica-BikeExchange \| + 0" \| \| \| 6è \| Jasper Stuyven \| Trek-Segafredo \| + 0" \| \| \| 7è \| Ramūnas Navardauskas \| Cannondale-Drapac \| + 0" \| \| \| 8è \| Christophe Laporte \| Cofidis, Solutions Crédits \| + 0" \| \| \| 9è \| Sam Bennett \| Bora-Argon 18 \| + 0" \| \| \| 10è \| Reinardt Janse van Rensburg \| Dimension Data \| + 0" \| \| |                             |                            |            |
| |                             |                            |            |
| Fonts: ProCyclingStats Cycling Quotient |                             |                            |            |
| Classificació de l'etapa |                             |                            |            |
| Corredor | Corredor                    | Equip                      | Temps      |
| 1r | André Greipel               | Lotto-Soudal               | 2h 43' 08" |
| 2n | Peter Sagan                 | Tinkoff                    | + 0"       |
| 3r | Alexander Kristoff          | Katusha                    | + 0"       |
| 4t | Edvald Boasson Hagen        | Dimension Data             | + 0"       |
| 5è | Michael Matthews            | Orica-BikeExchange         | + 0"       |
| 6è | Jasper Stuyven              | Trek-Segafredo             | + 0"       |
| 7è | Ramūnas Navardauskas        | Cannondale-Drapac          | + 0"       |
| 8è | Christophe Laporte          | Cofidis, Solutions Crédits | + 0"       |
| 9è | Sam Bennett                 | Bora-Argon 18              | + 0"       |
| 10è | Reinardt Janse van Rensburg | Dimension Data             | + 0"       |

## Classificacions a la fi de l'etapa

### Classificació general
| \| Classificació general \| Classificació general \| Classificació general \| Classificació general \| Classificació general \| \| Corredor \| Corredor \| Equip \| Temps \| \| \| --------------------- \| --------------------------- \| --------------------- \| --------------------- \| --------------------- \| \| 1r \| Christopher Froome \| Team Sky \| 89h 04' 48" \| \| \| 2n \| Romain Bardet \| AG2R La Mondiale \| + 4' 05" \| \| \| 3r \| Nairo Quintana Rojas \| Movistar Team \| + 4' 21" \| \| \| 4t \| Adam Yates \| Orica-BikeExchange \| + 4' 42" \| \| \| 5è \| Richie Porte \| BMC Racing Team \| + 5' 17" \| \| \| 6è \| Alejandro Valverde Belmonte \| Movistar Team \| + 6' 16" \| \| \| 7è \| Joaquim Rodríguez i Oliver \| Katusha \| + 6' 58" \| \| \| 8è \| Louis Meintjes \| Lampre-Merida \| + 6' 58" \| \| \| 9è \| Daniel Martin \| Etixx-Quick Step \| + 7' 04" \| \| \| 10è \| Roman Kreuziger \| Tinkoff \| + 7' 11" \| \| |                             |                    |             |
| |                             |                    |             |
| Fonts: ProCyclingStats Cycling Quotient |                             |                    |             |
| Classificació general |                             |                    |             |
| Corredor | Corredor                    | Equip              | Temps       |
| 1r | Christopher Froome          | Team Sky           | 89h 04' 48" |
| 2n | Romain Bardet               | AG2R La Mondiale   | + 4' 05"    |
| 3r | Nairo Quintana Rojas        | Movistar Team      | + 4' 21"    |
| 4t | Adam Yates                  | Orica-BikeExchange | + 4' 42"    |
| 5è | Richie Porte                | BMC Racing Team    | + 5' 17"    |
| 6è | Alejandro Valverde Belmonte | Movistar Team      | + 6' 16"    |
| 7è | Joaquim Rodríguez i Oliver  | Katusha            | + 6' 58"    |
| 8è | Louis Meintjes              | Lampre-Merida      | + 6' 58"    |
| 9è | Daniel Martin               | Etixx-Quick Step   | + 7' 04"    |
| 10è | Roman Kreuziger             | Tinkoff            | + 7' 11"    |

### Classificació per punts
|   | Ciclista               | Equip              | Punts |
| - | ---------------------- | ------------------ | ----- |
| 1 | Peter Sagan (SVK)      | Team Tinkoff       | 470   |
|   | Marcel Kittel (GER)    | Lotto Soudal       | 228   |
| 3 | Michael Matthews (AUS) | Orica-BikeExchange | 199   |

### Classificació de la muntanya
|   | Ciclista                | Equip        | Punts |
| - | ----------------------- | ------------ | ----- |
| 1 | Rafał Majka (POL)       | Team Tinkoff | 209   |
| 2 | Thomas De Gendt (BEL)   | Lotto Soudal | 130   |
| 3 | Jarlinson Pantano (COL) | IAM Cycling  | 121   |

### Classificació del millor jove
|   | Ciclista               | Equip              | Temps       |
| - | ---------------------- | ------------------ | ----------- |
| 1 | Adam Yates (GBR)       | Orica-BikeExchange | 89h 09' 31" |
| 2 | Louis Meintjes (RSA)   | Lampre-Merida      | + 2'16"     |
| 3 | Emanuel Buchmann (GER) | Bora-Argon 18      | + 42' 58"   |

### Classificació per equips
|    | Equip           | Temps        |
| -- | --------------- | ------------ |
| 1r | Movistar Team   | 267h 20' 45" |
| 2n | Team Sky        | + 8' 14"     |
| 3r | BMC Racing Team | + 48' 11"    |

## Abandonaments
- 185 -  Tony Martin (GER) (Etixx-Quick Step): Abandona